# Alec Issigonis
Alexander Arnold Constantine Issigonis (18. listopadu 1906 Smyrna – 2. října 1988 Birmingham) byl řecko-britský automobilový konstruktér narozený na území dnešního Turecka. Proslavil se zejména návrhem vozu Mini, který uvedla na trh British Motor Corporation v roce 1959. Ten se stal ikonou Británie. V roce 1999 byl tento vůz zvolen druhým nejvlivnějším autem 20. století.

## Život
Narodil se v řecké komunitě v osmanské Smyrně, jeho otec, Řek, byl majitelem továrny na lodní motory, jeho předci z matčiny strany pocházeli z Württemberského království, takže byl bratrancem z prvního kolene ředitele BMW a Volkswagenu Bernda Pischetsriedera.
Jako britští poddaní byli Issigonis a jeho rodiče evakuováni na Maltu královským námořnictvem v září 1922 před velkým požárem Smyrny a tureckým dobytím Smyrny na konci řecko-turecké války. Jeho otec zemřel krátce poté a Issigonis a jeho matka se v roce 1923 přestěhovali do Spojeného království. Issigonis vystudoval inženýrství na Battersea Polytechnic (dnes Univerzita v Surrey) v Londýně. Mimochodem při tom třikrát neuspěl u zkoušek z matematiky. Po zbytek života ji pak nazýval "nepřítelem každého skutečně kreativního člověka".
Po studiích začal pracovat v automobilovém průmyslu jako inženýr a konstruktér, nejprve pro firmu Humber. Ve 30. a 40. letech 20. století také občas soutěžil v motoristických závodech, mj. s vozem Austin Seven. Když ho vybavil přední nápravou vlastní konstrukce, zajistil si tím místo ve firmě Austin. Zde se zpočátku stále věnoval závodním speciálům.
V roce 1936 přešel do Morris Motors Limited v Cowley, kde pracoval na nezávislém systému předního odpružení pro vůz Morris 10. Válka zabránila tomu, aby se tento design dostal do výroby, ale později byl použit na voze MG typu Y.
Ke konci války začal pracovat na pokročilém poválečném autě, které bylo nazváno Morris Minor a vyrábělo se od roku 1948 do roku 1971. Tohoto vozu si do konce života sám konstruktér nejvíce vážil. V roce 1952 vznikla sloučením firem Morris a Austin společnost British Motor Corporation (BMC). Tehdy Issigonis odešel do konkurenční firmy Alvis, kde navrhl moderní sedan s celohliníkovým motorem V-8 a experimentoval s propojenými nezávislými systémy zavěšení. Prototyp ale nebyl nikdy dokončen, vývoj byl nad možnosti Alvisu.
Na konci roku 1955 byl Issigonis rekrutován zpět do BMC, tentokrát do továrny v Austinu v Longbridge, aby navrhl novou rodinu vozů – velké pohodlné auto, středně velké rodinné auto a malé městské auto. Během roku 1956 se Issigonis soustředil na větší dva vozy a vyrobil několik prototypů pro testování.
Nicméně na konci roku 1956 poté, co byl v důsledku Suezské krize v Británii zaveden přídělový systém paliva, dostal Issigonis pokyn koncentrovat všechny síly na malý vůz. Počátkem roku 1957 byly vyrobeny prototypy a v srpnu 1959 byl vůz uveden na trh jako Morris Mini Minor a Austin Seven, který se brzy stal známým jako Austin Mini, v pozdějších letech jednoduše Mini. Kvůli časové tísni byl systém odpružení, který Issigonis pro vůz plánoval, nahrazen hrubším systémem pryžových kuželů. Přesto vůz na trhu obrovsky uspěl. Mini se stalo nejprodávanějším britským vozem v historii: prodalo se 5,3 milionů aut. Vůz s průlomovým designem, pohonem předních kol, příčným motorem, skříňovou převodovkou, desetipalcovými koly a fenomenálně úspornými rozměry se vyráběl ještě v roce 2000 a stal se inspirací pro téměř všechny malé vozy s pohonem předních kol vyráběné od počátku 60. let 20. století.
V roce 1961, kdy Mini získalo popularitu, byl Issigonis povýšen na technického ředitele BMC. Pokračoval ve vývoji původně plánovaných větších vozů. Jedním z nich se stal Morris 1100, na trh šel v srpnu 1962. Druhým byl Austin 1800 (říjen 1964), podle Issigonise jeho nejlepší vůz co do designu. Další vůz Austin Maxi však již podle vedení podniku čerpal příliš mnoho prostředků na vývoj. Když bylo BMC v roce 1969 zakomponováno do koncernu British Leyland, byl Issigonis odstaven ve firmě na vedlejší kolej. Z automobilového průmyslu odešel v roce 1971.
V roce 1967 se stal členem Královské společnosti. 22. července 1969 byl královnou Alžbětou II. povýšen do šlechtického stavu.